# Catherine McCord
Catherine McCord (Louisville, 10 maggio 1974) è una supermodella e attrice statunitense.

## Carriera
Oltre ad apparire in pubblicità di Victoria's Secret, per il cui marchio apparve alla sfilata del 1995 e del 1996, è comparsa sulla copertina dell'edizione italiana di Vogue ed in quelle svedesi e statunitensi di Elle; ha sfilato anche per Donna Karan e Ralph Lauren.
È apparsa nel film "La gang di Gridiron" di Phil Joanou in un breve cameo.
È sposata con il produttore Jonathan Gordon, da cui ha avuto due figli: Chloe e Sonia.

## Agenzie
- Next Model Management - Toronto[1]